# 景浦大輔
景浦 大輔（かげうら だいすけ、1981年5月11日 - ）は、日本の男性声優。千葉県出身。旧芸名は佐々木 大輔（ささき だいすけ）。アミュレート所属。

## 略歴
総合学園ヒューマンアカデミーを卒業後、当時のトリトリオフィスに所属。
ラジオドラマ『青春アドベンチャー』を偶々聴いて、職業としての声優を意識し始めた。その後、原作本を買って読んだことがきっかけで、声優に対して「作品の魅力を増幅させることができるんだ」と憧れを持つようになった。
2015年6月1日、トリアスと合併し、パワー・ライズが設立され移籍。
2023年6月1日、前日付でパワー・ライズを退所、フリーで活動することを発表した。
2024年12月2日、アミュレートへの移籍を所属事務所ホームページ及び事務所SNS、代表のSNSにて発表された。

## 人物
声種はバス。
趣味・特技はスポーツ観戦、落語。

## 出演
太字はメインキャラクター。

### テレビアニメ
2004年
- Legend of DUO（貴族の夫 / 村人）

2005年
- 韋駄天翔（隊員、手下、男）
- 金色のガッシュベル!!（ブザライ、撮影スタッフ）

2006年
- エア・ギア（A・Tライダー、レザボアドッグズNo.22）
- 甲虫王者ムシキング 森の民の伝説（クロ）
- 彩雲国物語（2006年 - 2007年、兇手、医者、獄吏） - 2シリーズ
- シュヴァリエ 〜Le Chevalier D'Eon〜（御者兄、ニコライ 他）
- デジモンセイバーズ（執事、係員）
- 猫ラーメン（徳さん、評論家 他）
- 妖逆門（式神、麒麟）
- ひぐらしのなく頃に（2006年 - 2007年、公由の息子、山狗、閣僚、村民、室長） - 2シリーズ
- ワンワンセレプー それゆけ!徹之進（セッター、クマ、社長 他）

2007年
- 鋼鉄神ジーグ（アナウンス、所員A 他）
- しおんの王（奨励会員A、鑑識課員、奨励会員、記者A、記録係）
- 逮捕しちゃうぞ フルスロットル（黄金屋の主人）
- 大根刑事（キャベツ刑事）
- 優しさと感動のこだま

2008年
- あまつき（主人）
- ヴァンパイア騎士 Guilty（警備の男）
- 銀魂（2008年 - 2013年、マスカーク、ナレーション、雲海、蓮蓬B、兵士C 他） - 2シリーズ
- 地獄少女 三鼎（2008年 - 2009年、管理人、うさぎの父）
- 純情ロマンチカ（オヤジ、学部長）
- Mission-E（幹部、男、警備員、役員）

2009年
- FAIRY TAIL（2009年 - 2025年、ワカバ・ミネ、スナール、魔法屋店主、ウォーレン・ラッコー、メン、ヨマズ） - 4シリーズ

2010年
- バカとテストと召喚獣（2010年 - 2011年、長谷川先生、生徒A） - 2シリーズ
- 爆丸バトルブローラーズ ニューヴェストロイア（ヴェガ）

2012年
- ガールズ&パンツァー（役人）

2013年
- 八犬伝―東方八犬異聞―（賢人、十二賢者） - 2シリーズ

2014年
- 月刊少女野崎くん（青木先生）
- ハマトラ（魔王）

2015年
- 境界のRINNE（カミナリオヤジ）

2017年
- Dies irae（2017年 - 2018年、高官A、生徒B、刑事A、兵士、骸骨兵） - 2シリーズ

2020年
- 八男って、それはないでしょう!（謎の冒険者）
- エタニティ 〜深夜の濡恋ちゃんねる♡〜（課長、溝口、主任） - 通常版
- キミと僕の最後の戦場、あるいは世界が始まる聖戦（副大臣、バスの運転手）

2021年
- 究極進化したフルダイブRPGが現実よりもクソゲーだったら（観客、鍛冶屋）
- 魔王イブロギアに身を捧げよ（男、村人B）

2023年
- BLEACH 千年血戦篇-訣別譚-（死神）

2024年
- 狼と香辛料 MERCHANT MEETS THE WISE WOLF（商人）

### 劇場アニメ
- ハートの国のアリス 〜Wonderful Wonder World〜（2011年）
- かっぱのすりばち（2012年）
- ガールズ&パンツァー 劇場版（2015年、役人）

### OVA
- 舞-乙HiME Zwei（2006年、レムス艦長）
- GUNSLINGER GIRL -IL TEATRINO- OVA（2008年、五共和国派の男）
- ガールズ&パンツァー 最終章（時期未定、役人[12]）

### Webアニメ
- いくぜっ! 源さん（2008年、茶屋のおじさん、町の人2、ディレクター）

### ゲーム
2005年
- イレギュラーハンターX（ストーム・イーグリード）
- 押忍!闘え!応援団（一本木龍太）

2006年
- ロックマンロックマン（ブルース）

2007年
- 月光のカルネヴァーレ（マルカントニオ）
- Fate/stay night [Réalta Nua]（男子生徒B）
- 燃えろ!熱血リズム魂 押忍!闘え!応援団2（一本木龍太）

2010年
- アルファディアIV（シグルド・カリバーン、スカイ・Ｔ・レッドアイズ）
- 最果ての騎士 -Verse of Galaxy Abyss-（ラウド）

2011年
- ノーブルリージュ!（バルバドス）

2012年
- PROJECT X ZONE（シールダー、ハンターα、ダークストーカー）
- ガールズ＆パンツァー

2013年
- アルフヘイムの魔物使い（ケイロン、ベリアル）

2014年
- アルファディア ジェネシス2（フリートヘルム帝）
- レファルシアの幻影（マイグレック）
- Fate/hollow ataraxia
- ガールズ&パンツァー 戦車道、極めます！

2015年
- STELLA GLOW (カヤジ)
- レヴナントドグマ（フライオン）
- ガールズ&パンツァー 戦車道大作戦！

2016年
- シルヴァリオ ヴェンデッタ -Verse of Orpheus-（アルバート・ロデオン）

2017年
- クイズRPG 魔法使いと黒猫のウィズ（リーブ・エクレール、ベベル・ヴォルガノン）
- 桜花裁き 斬（甘楽畑兵衛）
- 千の刃濤、桃花染の皇姫

2018年
- 乙女剣武蔵（沢庵和尚）
- ガールズ&パンツァー ドリームタンクマッチ
- 絶体絶命都市4Plus -Summer Memories-（武田正人）

2019年
- 白猫プロジェクト（ジャッキー）

2020年
- ファイナルファンタジー・クリスタルクロニクル リマスター（ゲンク＝ワック）
- モンスターストライク（スオローン）
- ロックマンX DiVE（ブルース）

2022年
- 英雄クロニクル（リスバーン）

2023年
- エターナルリターン（パンダシウカイ）
- ヘブンバーンズレッド（2023年 - 2025年、男、氷菓子屋、青年、割烹すし政、医者）
- Fate/Samurai Remnant（男 壮年 冷静）

2024年
- 制服カノジョ まよいごエンゲージ（強面の男、岩本、笹原、小倉井、石橋、テレビ番組ディレクター、社員1、社員2、上林、担当者2）
- 八剱伝Switch版（袖ヶ浦古文吾）
- ゴールドストームパイレーツ（ラッド）

### ドラマCD
- あまつき（蕎麦屋親父）
- 鬼武者
- 親指からロマンス（男子生徒）
- ガールズ&パンツァー
- 神様の腕の中（男子生徒）
- Sound Drama Fate/EXTRA 第二章「強きもの弱きもの」（ジャバウォック）
- DRUG-ON
- バカとテストと召喚獣（西村宗一〈鉄人〉）
- 魔王イブロギアに身を捧げよ（ヤクザ[27]）
- メタルスレイダーグローリー
- 妄想少女オタク系
- ラジオの国のアリス

### 吹き替え
- FBI: 特別捜査班
- エル・コルテス
- CROW 4（タナー）
- ソウルメン（ダニー・エプスタイン〈ショーン・ヘイズ〉）
- スティール・サンダー（ローズ）
- ドレイク&ジョシュ
- ブリタニー・マーフィー in 結婚前にすべきコト （デズ〈マシュー・リラード〉）
- セントラル・インテリジェンス（ボブ・ストーン/ロビー・ウィアディクト〈ドウェイン・ジョンソン〉）

### パチスロ
- パチスロ烈火の炎 Flame of Recca（2018年、石島土門[28]）

### イベント
- ガールズ&パンツァー 第2次ハートフル・タンク・カーニバル（2016年8月28日、パシフィコ横浜・国立大ホール）[29]
- 「海の月間」イベント 艦艇公開in大洗（2017年7月8日、大洗港） - 護衛艦あさゆき1日艦長（竹内仁美と）

### シリーズ一覧
1. ↑  第1期（2006年）、第2期（2007年）
2. ↑  第1期（2006年）、第2期『解』（2007年）
3. ↑  第1期（2008年 - 2010年）、第2期『銀魂’』（2011年 - 2012年）、第2期延長戦『銀魂’延長戦』（2012年 - 2013年）
4. ↑  第1期（2009年 - 2013年）、第2期（2014年 - 2015年）、第3期（2018年 - 2019年）、続編『100年クエスト』（2024年 - 2025年）
5. ↑  第1期（2010年）、第2期『にっ！』（2011年）
6. ↑  第1期（2013年）、第2期（2013年）
7. ↑  第1期（2017年）、第2期『To the ring reincarnation』（2018年）